# Oleg Voronin
Oleg Voronin (n. 4 noiembrie 1962, Criuleni, RSS Moldovenească) este un om de afaceri și politician din Republica Moldova, fiul fostului președinte Vladimir Voronin. Ca politician este membru al Partidului Comuniștilor și militează împotriva integrării europene a Republicii Moldova. Ca om de afaceri, a deținut acțiuni la banca comercială FinComBank, la a cărei fondare a participat și al cărui Consiliu de Administrație îl conduce. De asemenea, el deține o firmă de construcție și o firmă de transporturi pe calea ferată, care în perioada guvernării comuniste a derulat mai multe contracte cu statul moldovean și cu companiile de stat din țară. În 2009, i se atribuia o avere de circa 2 miliarde de euro.

## Aspecte biografice
S-a născut la 4 noiembrie 1961 în Criuleni, RSS Moldovenească. Om de afaceri, este fiul lui Vladimir Voronin, cel de-al treilea președinte al Republicii Moldova. Căsătorit, doi copii – Alexei și Ecaterina.
Viața personală este puțin cunoscută, deoarece Oleg Voronin și familia lui preferă să nu-și afișeze viața privată și evită acțiunile mondene.
Și-a expus adeziunea pentru valori conservatoare: „Principiile în care îmi educ copiii nu pot să difere în nici un fel de cele în care am fost educat eu însumi și sora mea. Părinții mei au fost și ei educați conform unor tradiții și valori. Aceleași valori le-am însușit și eu, aceleași valori caut să le transmit și copiilor mei. La fel e și în familia surorii mele.”

## Studiile
În 1979 a absolvit școala medie din Ungheni, iar în 1984 – Universitatea de Stat din Chișinău, facultatea de biologie, specialitatea „Pedologia”.
Este absolvent și al Academiei serviciului de stat din Rusia pe lîngă Președintele Federației Ruse, specialitatea „Administrația de stat și cea municipală”, calificarea „economist – specialist în finanțe și credit”.
În 2011 a susținut cum laude diploma de Magistru în Managementul Afacerilor (MBA) a Școlii Superioare de Business din Londra Arhivat în 17 mai 2014, la Wayback Machine..

## Activitatea profesională și de afaceri
Pe parcursul activității sale a administrat cu succes companii în domeniul finanțelor și băncilor, agriculturii, în particular în viticultură, producerea vinului și protecția plantelor, precum și în domeniul de produse electronice.
Între anii 1984 și 1986 a activat conform primei sale specialități la Asociația Știinințifică de Producție „Vierul”. Din 1986 a devenit doctorand la laboratorul de biofizică la aceeași Asociație de Producție. În 1989 a înființat compania BIOTEX în care a activat ca director. Compania producea și exporta materiale de construcție, material săditor devirozat pentru culturi pomicole și bacifere, precum și importa produse electronice și mijloace pentru protecția plantelor.
Pînă la dezintegrarea URSS a lansat proiectarea și implementarea sistemelor informatice pentru evidența contabilă.
În 1993, împreună cu alte întreprinderi, a participat la fondarea uneia dintre primele bănci private din Moldova, FinComBank, care este considerată de către specialiști ca una dintre cele mai sigure și eficiente bănci din țară. Banca a fost înființată de cîteva mari întreprinderi printre care și întreprinderea cu renume internațional Combinatul de vinuri „Cricova”, Combinatul de Covoare din Ungheni, Compania Incon, Combinatul de Tutun Chișinău (CTC) „Tutun”, precum și un șir de companii private. În 2003, Oleg era acționar la FinComBank, deținând 10% din acțiuni, în timp ce mama sa, Taisia, deținea 8% din acțiuni.
Familia Voronin și apropiații dețin pachete importante de acțiuni la această instituție financiară, (deși până în 2007, împreună cu ceilalți acționari, vânduse pachetul majoritar firmei Horizon Capital din Kiev, care administrează Emerging Europe Growth Fund și Western NIS Enterprise Fund, fonduri de investiții înființate de Congresul SUA și destinate dezvoltării economice a Belarusului, Moldovei și Ucrainei) iar din anul 2009 O. Voronin este președintele Consiliului de administrație al FinCombank.
Oleg Voronin a primit de la primăria Chișinăului un teren pe care au construit un imobil de 300 de metri pătrați, pe care în 2006 l-a trecut pe numele fiului său Alexei.  După ce în 2001 tatăl său a devenit președinte al țării, Oleg Voronin a primit prin dispoziție de guvern casa în care locuise fostul secretar general al PCUS pe RSS Moldovenească Leonid Brejnev, clădire pe care a folosit-o ca garanție pentru a obține un credit de circa 3 milioane de dolari la SA „Banca de Economii”. El mai deține și un apartament și niște spații de birouri în zona centrală a Capitalei, spații cu care a garantat credite primite de la banca la care este acționar.

## Activitatea politică
Deși în 2007 Oleg Voronin a afirmat că nu are de gînd să intre în politică, în martie 2011 el a devenit membru al Partidului Comuniștilor Republicii Moldova (PCRM). El și-a justificat astfel pasul: „Fiecare cetățean, fără voia sa, este pus să aleagă între a fi cu Moldova sau cu AIE, împreună cu Moldova sau împotriva ei. Am ales să fiu împreună cu Moldova, cu poporul nostru, nu cu dușmanii săi de moarte. Cînd vorbesc de Moldova, nu am în vedere PCRM. Rezistența față de acest regim al urii are multe forme, PCRM este una dintre ele, cea mai importantă și cea mai puternică.”
O. Voronin consideră că PCRM este singurul partid autentic din Republica Moldova: „singurul partid politic autentic din Moldova este PCRM. Celelalte nu depășesc limitele unor grupări de interese, cluburi de discuții, SRL-uri sau ale unor simpli executanți ai indicațiilor și ordinilor venite din capitalele unor țări deloc îndepărtate.”
El consideră că în țările care nu sînt încă prospere politica statului ar trebui să fie apropiată de doctrina social-democrată.
Sprijină sub aspect material și organizatoric numeroase acțiuni ale PCRM, este nelipsit la manifestațiile de amploare ale acestei formațiuni.

## Controverse

### Valoarea afacerilor
Revista VIP Magazine din Republica Moldova a lansat în anul electoral 2009 zvonul precum că Oleg Voronin este primul miliardar moldovean. Deși activitatea de afaceri a lui O. Voronin este cunoscută în cercurile profesionale, el nu a beneficiat vreodată de atenția revistelor de genul Forbes. În shimb această revistă a remarcat averea altor oameni de afaceri din Moldova. Aceste zvonuri au fost astfel comentate de către omul de afaceri cînd el a fost întrebat dacă el este cel mai bogat om din Moldova: „Sînt un boschetar ca și oricare alt cetățean, în comparație nu doar cu gauleiterii Moldovei, în persoana unor binecunoscuți contrabandiști și raideri, dar și cu cei din anturajul lor.”
În 2012 postul de televiziune Publika (conform unor surse mediatice magnatul Vlad Plahotniuc ar deține controlul acestuia) i-a conferit lui Oleg Voronin titlul de „Cel mai bun businessman al anului”. O. Voronin a refuzat să accepte această distincție. Refuzul său el l-a comentat astfel: „Toți cunosc că singurele afaceri profitabile în Moldova au devenit contrabanda și atacurile raider, precum și delapidarea mijloacelor bugetare. Postul de TV Publika ar fi trebuit să organizeze concursuri printre aceste actitivăți, deci nu printre oamenii de afaceri, ci în culoarele parlamentului și guvernului.”

### Disciplina fiscală
În 2010, ziarul TIMPUL, a făcut publice cheltuielile de pe cardul bancar al lui O. Voronin (cardul era gestionat de Victoriabank deținută la acea vreme de numitul magnat) efectuate pe parcursul mai multor luni. În temeiul acestei publicații Centrul Național pentru Combaterea Corupției (care, potrivit înțelegerilor dintre membrii coaliției de guvernare i-a revenit  Partidului Democrat din Moldova al cărui vice-președinte și principal finanțator este același magnat moldovean) s-a autosesizat și a pornit o cauză penală împotriva lui O. Voronin „pentru spălare de bani” și pentru „evaziune fiscală”. 
După doi ani de anchetă dosarele au fost clasate pentru lipsa componenței de infracțiune. Curtea de Apel a anulat hotărîrile organelor fiscale privind încasarea forțată de la O. Voronin a datoriilor fiscale incumbate și le-a obligat să plătească în folosul lui despăgubiri pentru daune morale.
Comentînd aceste acțiuni îndreptate împotriva fiului său, fostul președinte al Moldovei Vladimir Voronin a declarat că ele vădesc interese politice și că guvernarea caută, prin structurile de forță subordonate ei, fapte compromițătoare împotriva membrilor familiei lui.

### Acuzații
În perioada celui de-al doilea mandat de președinție al lui Vladimir Voronin presa de opoziție a difuzat de mai multe ori știri precum că anumite afaceri aparțin, chipurile, lui Oleg Voronin sau au fost preluate de către el în mod abuziv. O. Voronin a rămas indiferent față de răspîndirea acestor zvonuri.
După venirea la putere, în 2009, a fostei opoziții, în presa controlată de fosta opoziție au încetat învinuirile de preluare a afacerilor. Răspunzînd la întrebarea unui ziarist, el a reacționat astfel la aceste zvonuri: „Unde sînt toate acele afaceri pe care le-aș fi luat cu forța pînă în anul 2009?”
Nu se cunoaște nici un caz de preluare a oricărei afaceri de către O. Voronin, deoarece toate cîte i-au fost încriminate fie că se află în continuare în posesia fondatorilor lor (de ex., rețeaua de pizzerii Andy’s pizza Arhivat în 17 mai 2014, la Wayback Machine.) sau proprietarii lor sînt alții (de ex., uzina de beton armat nr. 4 din Chișinău).

## Activitatea de binefacere
Activitatea de binefacere a lui O. Voronin nu se bucură de o publicitate. În anumite cercuri – comunitatea creștină (ortodoxă), pensionarii-veterani ai muncii și ai războiului – este cunoscută finanțarea de către compania lui de construcții a mai multor programe sociale, construcția lăcașelor de cult și dotarea acestora cu rețele inginerești. De mai mulți ani el sprijină activitatea profesională a cunoscutei sportive Olga Cristea, precum și a altor tineri sportivi. 
A sprijinit financiar desfășurarea unor ediții ale Festivalului de cultură moldovenească în satele moldovenești din Ucraina dintre Bug și Nistru (din fosta Republică Autonomă Sovietică Socialistă Moldovenească – tatăl și buneii lui Oleg Voronin sînt originari din regiunea transnistreană). Grosul efortului sponsoral este dedicat diferitelor programe sociale ale PCRM din spațiul rural.